# Death – Pierce Me
Death – Pierce Me je jediné studiové album švédské blackmetalové skupiny Silencer, které vyšlo 30. října 2001. Album je důležitým mezníkem pro depresivní styl black metalu.
Album bylo ještě mnohokrát vydáno na různých nosičích, jako CD, 12" vinyl či audiokazeta  vydavatelstvími Prophecy Productions, Irond Records, Autopsy Kitchen Records, Basilisk Productions, Lupus Lounge.

## Seznam skladeb
| Pořadí         | Název                                          | Text           | Délka |
| -------------- | ---------------------------------------------- | -------------- | ----- |
| 1.             | Death – Pierce Me                              | Nattramn       | 10:34 |
| 2.             | Sterile Nails and Thunderbowels                | Nattramn       | 6:19  |
| 3.             | Taklamakan                                     | Nattramn       | 8:36  |
| 4.             | The Slow Kill in the Cold                      | Leere          | 11:38 |
| 5.             | I Shall Lead, You Shall Follow                 | Nattramn       | 8:50  |
| 6.             | Feeble Are You – Sons of Sion (instrumentální) |                | 3:03  |
| Celková délka: | Celková délka:                                 | Celková délka: | 49:00 |

## Obsazení
- Nattramn – zpěv
- Andreas „Leere“ Casado – kytara, basová kytara
- Steve Wolz – bicí
- Markus Stock – produkce, mix